# Étang de la Mutche
L’étang de la Mutche se situe sur la commune française de Morhange dans le département de la Moselle.

## Hydronymie
Mutche est une francisation ou une variante orthographique de Mutsch, orthographe présente dans plusieurs dictionnaires et ouvrages du XIXe siècle.
Autres variantes : Mutsche.

## Géographie
Le ruisseau le Betz traverse l'étang de la Mutche puis conflue en rive gauche du ruisseau la Rotte, 23,4 km de longueur. La superficie est d'environ 56 hectares, à l'altitude 248 m. Sa longueur est d'environ 1,1 km et sa largeur de 1 km.

## Activités
L'étang de la Mutche propose plusieurs activités, été comme hiver :
1. Planche à voile
2. Bateau
3. Pêche
4. Ski-nautique
5. Plongée
6. Observation d'animaux
7. Marche
8. Promenade en voiturette électrique
9. Pédalo
10. Voile
11. Terrains de sport
12. Jeux de plein air
13. Vélo